# Оттон II (граф Хойя)

Графство Хойя на карте Священной Римской империи 1250 года (слева жёлтым цветом).

Оттон II (нем. Otto II. von Hoya; ок. 1271 — ум. между 23 апреля и 2 августа 1324) — граф Хойя с 1313 года. Сын Генриха II фон Хойя и его второй жены Ютты фон Равенсберг.
В 1313 году наследовал бездетному старшему брату Герхарду II. До этого с 1290 г. был его соправителем с резиденцией в Нинбурге.

## Семья
Жена (ок. 1291) — Эрменгарда Гольштейнская, дочь графа Генриха I Гольштейн-Рендсбургского. Дети:
- Герхард III (ум. 1383), граф Нижнего Хойя
- Иоганн II (ум. 1377), граф Верхнего Хойя
- Хейлвига, муж — Кристиан VIII фон Ольденбург-Дальменхорст.